# Georges-Eugène Haussmann
Georges-Eugène Haussmann (París, 27 de marzo de 1809 - París, 11 de enero de 1891) fue un funcionario público, diputado y senador francés. Recibió el título de barón del emperador Napoleón III, con quien trabajó en la ambiciosa renovación de París. 

## Biografía
Nació en París, en el seno de una familia protestante originaria de Alsacia. Se instruyó en el College Henri IV y posteriormente estudió Derecho, acudiendo al mismo tiempo a clases en el conservatorio de música de París. Fue nombrado subprefecto de Nérac en 1830, y progresó rápidamente dentro de la carrera pública hasta que Jean Gilbert Victor Fialin, duque de Persigny, le eligiera como prefecto del departamento del Sena en 1853 como sucesor de Jean Jacques Berger, quien dudó a la hora de incurrir en cuantiosos gastos para los planes imperiales de embellecimiento de París. Haussmann permaneció en el cargo hasta 1870.
Recibió el encargo de Napoleón III de llevar a cabo un programa de reformas en París. Así, Haussmann diseñó el Bois de Boulogne (Bosque de Bolonia) e hizo amplias mejoras en paseos menores. Taló parte de los jardines del Palacio de Luxemburgo (Jardín del Luxemburgo) para la construcción de nuevas vías, y trazó el bulevar de Sebastopol, cuya mitad meridional es actualmente el bulevar de Saint Michel, a través de un distrito populoso. Al mismo tiempo, tuvieron lugar cambios drásticos para hacer anchas avenidas de lo que hasta entonces eran calles estrechas. Entre los logros del nuevo prefecto estuvieron: una nueva conducción de agua, un alcantarillado gigantesco, nuevos puentes, el edificio de la ópera y otros edificios públicos, así como la inclusión de distritos periféricos. Consiguió estos objetivos manejando osadamente los fondos públicos que provocaron la acusación de Jules Ferry en el escrito Les Comptes fantastiques de Haussmann, en 1867 (un juego de palabras entre contes, cuentos o historias  —como en Les contes d'Hoffmann o Cuentos de Hoffmann— y comptes, cuentas.)
En 1865 se aprobó un préstamo de 250 millones de francos para el ayuntamiento de París, y en 1869 otro de 260 millones. Estas sumas representaban solo una parte de sus ardides financieros, que le llevaron a su destitución en el gobierno de Émile Ollivier. Después de la caída del Imperio, Haussmann pasó casi un año en el extranjero, pero regresó a la vida pública en 1877, cuando se convirtió en diputado bonapartista por Ajaccio.
Su obra alteró gran parte de la ciudad medieval y se calcula que transformó el 60 % de los edificios de París. En particular, rediseñó la Place de l'Etoile, nombrada actualmente como de Charles de Gaulle, y creó largas avenidas con perspectivas hacia monumentos como el Arco del Triunfo y la Ópera Garnier.
A Haussmann se le nombró senador en 1857, miembro de la Academia de Bellas Artes en 1867, y recibió la gran cruz de la Legión de honor en 1862. Murió en París y se encuentra enterrado en el cementerio Père Lachaise. Su nombre se conserva en el Boulevard Haussmann. Sus últimos años los ocupó preparando sus experiencias o Mémoires (3 vols., 1890-1893).

## Plan de Haussmann para París

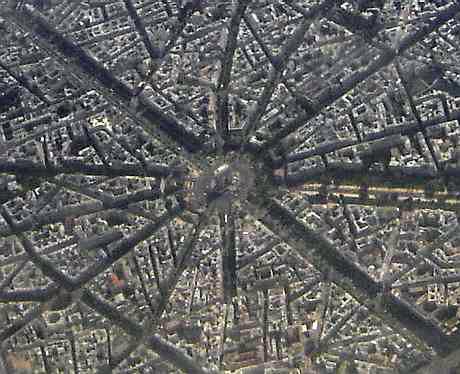
Vista aérea de la Place de l'Etoile, hoy Place de Charles de Gaulle, que rediseñó Haussmann, con anchas vías en disposición radial a partir del Arco del Triunfo.

Entre la Revolución de 1789 y la renovación de Haussmann cambiaron los ideales de los parisinos: de ser una ciudad políticamente motivada pasó a tener los propios de una ciudad centrista económica y socialmente. La tecnología moderna como los ferrocarriles y las lámparas de gas eran mejoras que la burguesía en auge podía disfrutar en un estilo de vida más cómodo. Con la renovación, se crearon nuevos espacios en los que la burguesía hizo ostentación de su nueva riqueza, creando una economía floreciente. Todos los ejemplos de cambios que acontecieron en París en esta época pueden verse en representaciones de la ciudad. Hay dos perspectivas sobre el Barón Haussmann: una la representa como el hombre que destruyó al París antiguo, y otra como el hombre que creó al París moderno.
Gracias a esta intervención París se transformó, en menos de dos décadas, de ciudad medieval a la más moderna del mundo.

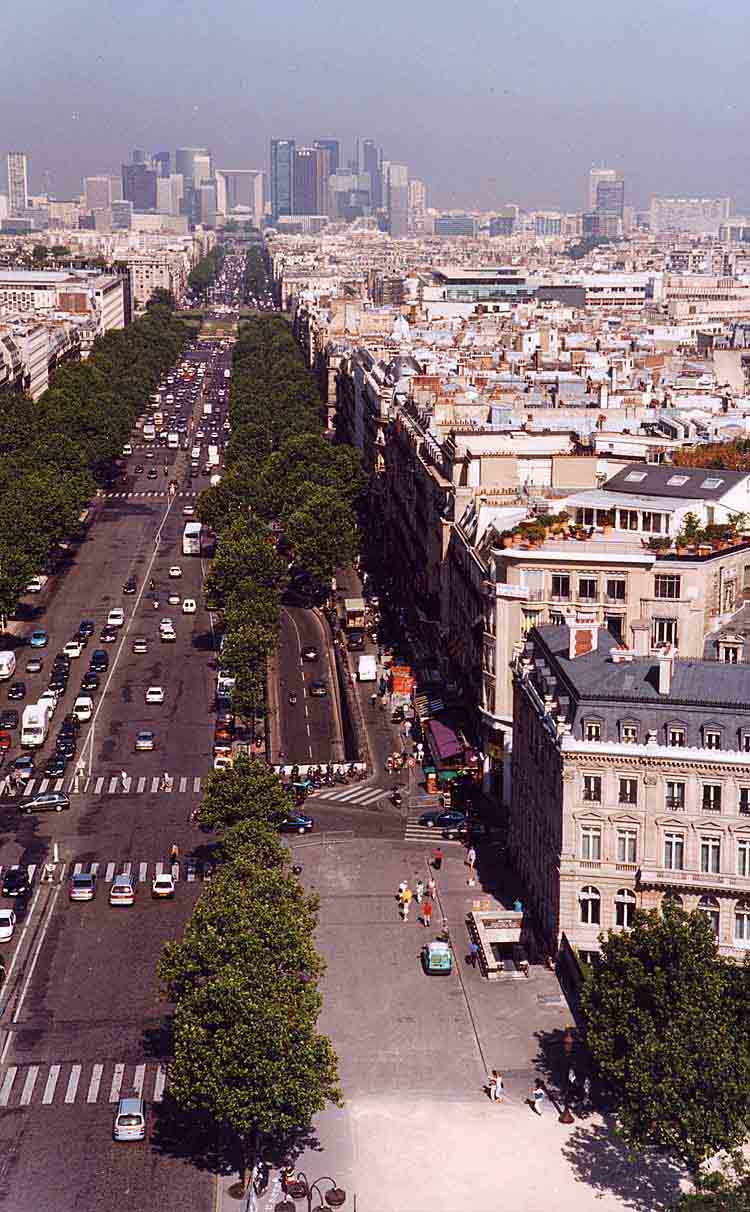
Avenue de la Grande Armée, una de las doce grandes avenidas que irradian a partir del Arco del Triunfo. Al fondo pueden distinguirse La Défense y la Grande Arche (el cubo blanco con un vacío central).

Las grandes reformas urbanísticas propias del siglo XIX no fueron únicas de París, pero sí fue ciudad pionera. Estas obedecían a unas necesidades objetivas tales como: incremento de la población, exigencia de unas construcciones y un urbanismo más higiénico ante las epidemias como la peste o el cólera, adaptación del centro de las ciudades a los nuevos medios de transporte como el ferrocarril, etc. 
La historiadora Shelley Rice, en su libro Parisian Views escribe que «la mayoría de los parisinos durante [la primera parte del siglo XIX] consideraban [las calles] sucias, populosas, e insalubres... Cubiertas de lodo y chabolas improvisadas, húmedas y fétidas, llenas de pobreza, así como rastros de basura y desperdicios en las calles que dejaba el defectuoso e inadecuado alcantarillado...» (pág. 9). Para la gente, Haussmann llevaba a cabo un servicio muy necesario, para la ciudad y para Francia.

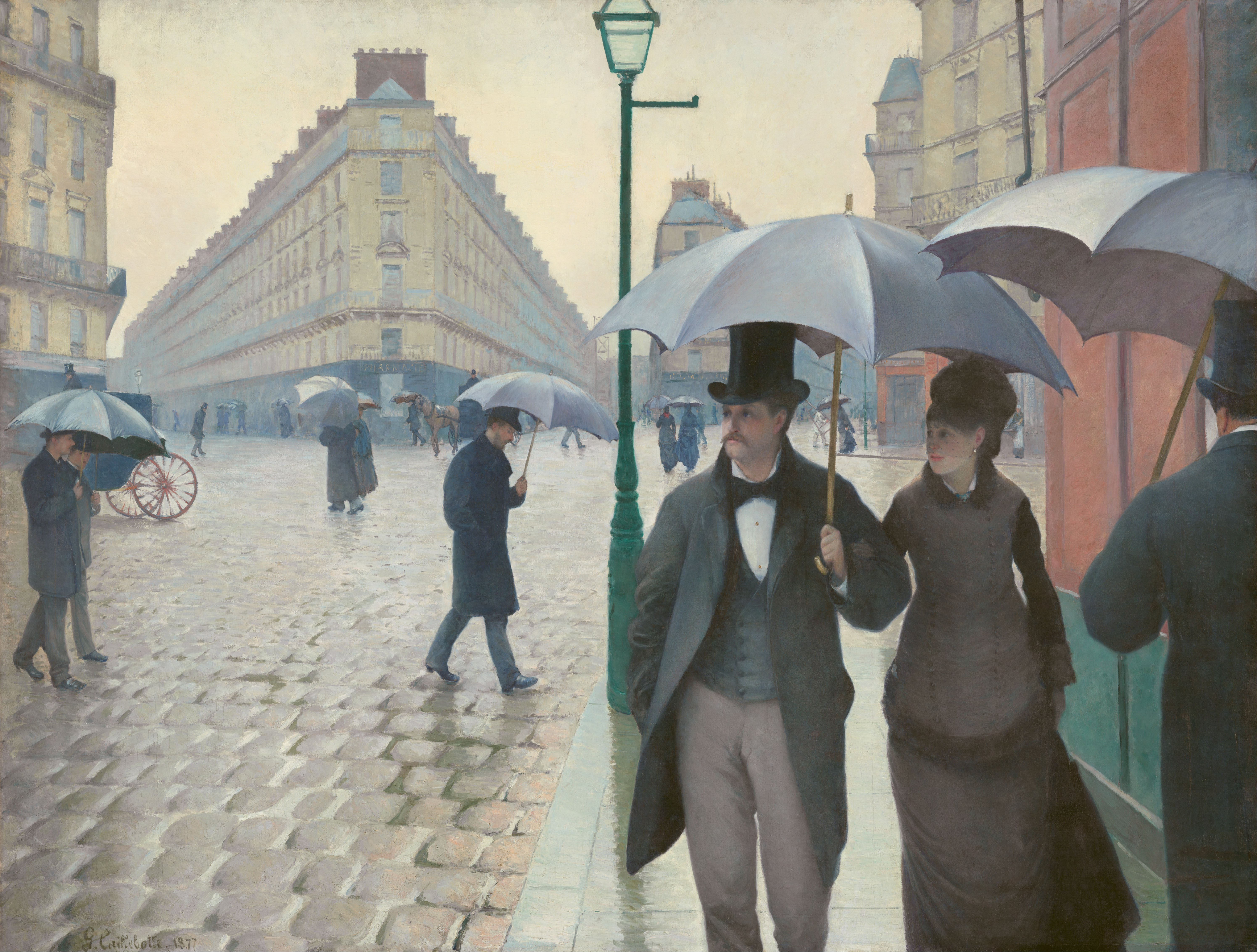
Rue de Paris, temps de pluie (1877) de Gustave Caillebotte.

Napoleón III encargó a Georges-Eugène Haussmann el 22 de junio de 1852 que «modernizara» París. Al contratar a Haussmann confiaba en que París pudiera convertirse en una ciudad con calles más seguras, mejores casas, comunidades más salubres, hospitalarias que facilitaran las compras y lograr, además, mayor fluidez en el tránsito.

Los cambios fueron posibles gracias a la mejora en la técnica y, además, a la adaptación de las leyes, permitiendo la expropiación forzosa cuando el Derecho liberal tradicional concebía la propiedad privada como un derecho ilimitado. Haussmann eliminó muchas calles antiguas, serpenteantes y derribó casas de apartamentos. Las reemplazó con avenidas, anchas vías flanqueadas por árboles, y creó extensos jardines por los que hoy París es famoso. El plan de Haussmann incluyó también una altura uniforme de los edificios y puntos de referencia como el Arco del Triunfo y el Gran Palacio de la Ópera. La obra en paseos y jardines fue responsabilidad del ingeniero civil Jean-Charles Alphand.

Pero, además de conseguir sus objetivos de mejoras sanitarias y de comunicación, la renovación sirvió para finalidades políticas. Y por ello la obra de Haussmann fue especialmente aplaudida por las clases enriquecidas, mientras que parte del pueblo parisino sintió que las obras de Haussmann destruían sus raíces y conexiones sociales.

En primer lugar, logró desplazar a las masas obreras del centro de las ciudades a los barrios de la periferia. La clase que más sufrió en el pasado las condiciones de vida medievales del antiguo París se exilió en las periferias por la haussmannización, puesto que los barrios bajos se limpiaron y substituyeron con apartamentos para la burguesía.

Y, en segundo lugar, el nuevo plan de la ciudad dificultaba revueltas como las de 1830 y 1848, por la vía de impedir físicamente la colocación de barricadas (fácil en estrechas callejuelas medievales pero difícil en avenidas anchas) y facilitar la labor de las fuerzas del orden a través del rápido desplazamiento por las calles y la colocación estratégica de edificios oficiales como los cuarteles. En este sentido son reformas que se pusieron al servicio de regímenes políticos conservadores. Cuando contrató a Haussmann, Napoleón III también tenía pensada esta finalidad de conseguir calles muy anchas para que los rebeldes no construyeran barricadas a lo largo de ellas y donde pudieran circular batallones en formación y la artillería, si se diera tal necesidad. Haussmann creó avenidas anchas unidas con las principales estaciones ferroviarias, de manera que las tropas de provincias pudieran llegar y desplegarse por París en poco tiempo (por ejemplo, el boulevard de Strasbourg cerca de la Estación de París Este y la Estación de París Norte).

Así, esta obra realizada durante el Segundo Imperio contribuyó a la rápida represión de la comuna de París en 1871: desde la revolución de 1848, Adolphe Thiers se había obsesionado con aplastar la siguiente y previsible rebelión parisina. Por tanto, planeó abandonar la ciudad y retirarse, de manera que pudiera tomarla de nuevo con más fuerzas militares. Fue el diseño de Haussmann de calles y avenidas, combinadas con la nueva importancia que adquirió el ferrocarril, lo que facilitó el triunfo de este plan, y Adolphe Thiers aplastó fácilmente la Comuna de París.
Las reformas trascendentales llevadas a cabo siguen rigiendo la fisonomía y el funcionamiento de París aún hoy en día. Así las famosas avenidas del centro de la ciudad se conservan con el mismo trazado original que proyectó Haussmann. Uno de ellos ha recibido el nombre de Boulevard Haussmann en su honor. Obras de infraestructura como las canalizaciones de agua siguen funcionando 150 años después.

La renovación de París animó a cambios urbanísticos en otras ciudades. El ejemplo de París lo siguieron otras ciudades como Londres (reforma de Joseph Bazalguette, 1848-1865), Viena (demolición de murallas y creación de la Ringstrasse, 1857), Florencia (ampliación, 1864-1877) o Bruselas (1867-1871). También el trazado de Moscú muestra influencias haussmannianas.
Inspiró algunos de los movimientos arquitectónicos más influyentes, entre ellos, el movimiento City Beautiful en los Estados Unidos. De hecho, el renombrado arquitecto estadounidense Daniel Burnham tomó libremente del plan de Haussmann e incluso incorporó los diseños de calles diagonales en su Plan de Chicago de 1909. 

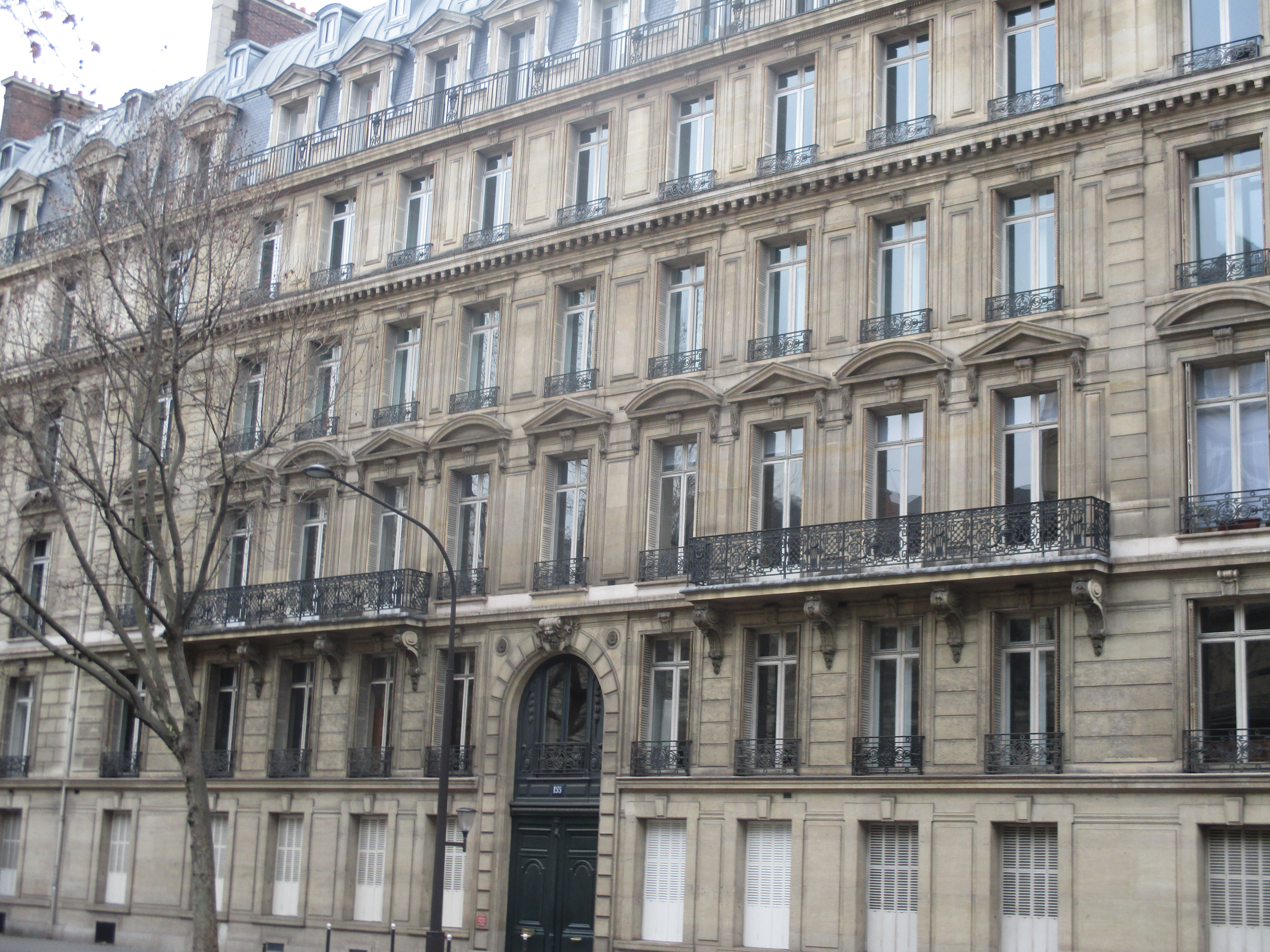
Boulevard Haussmann

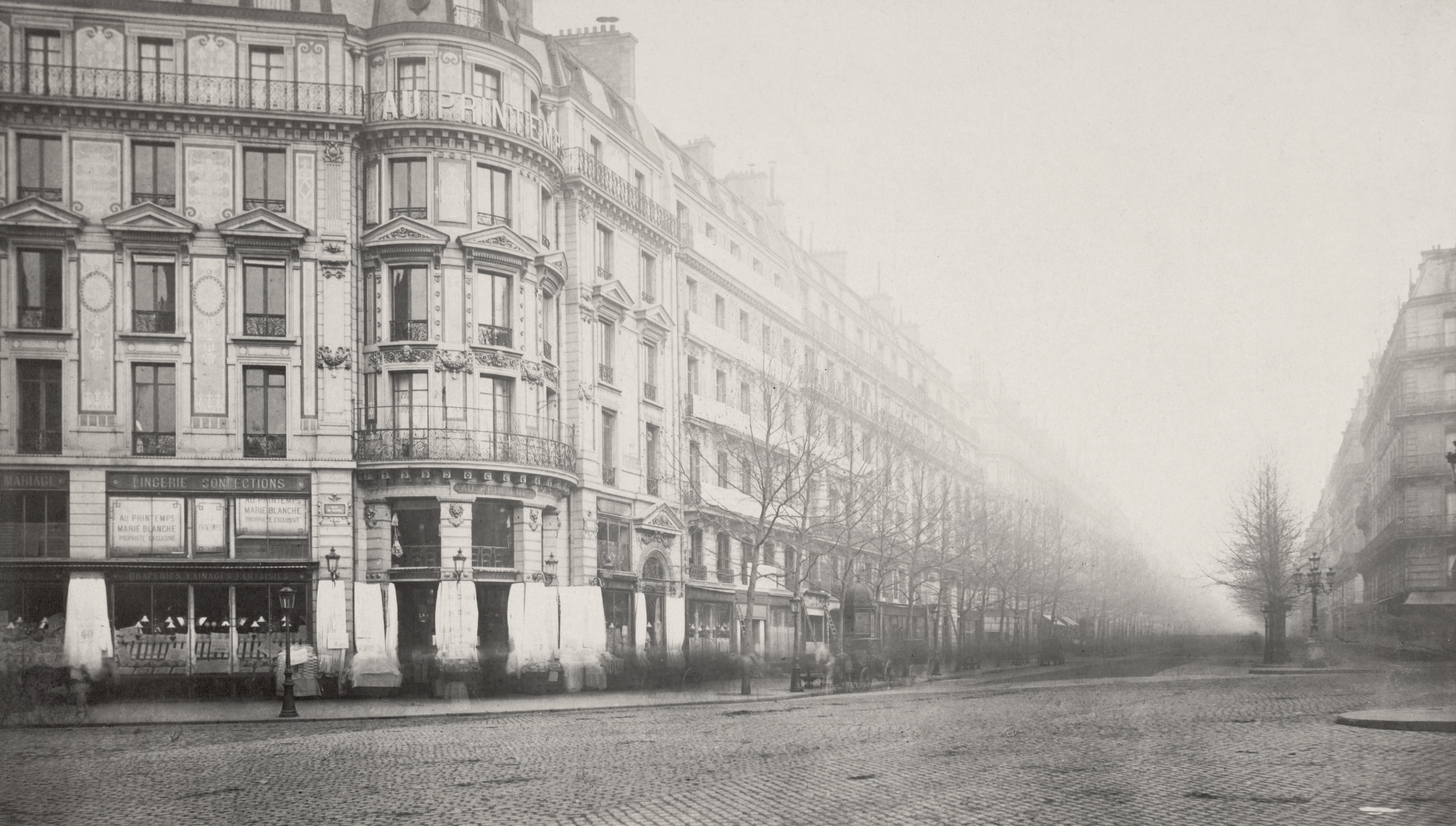
Boulevard Haussmann

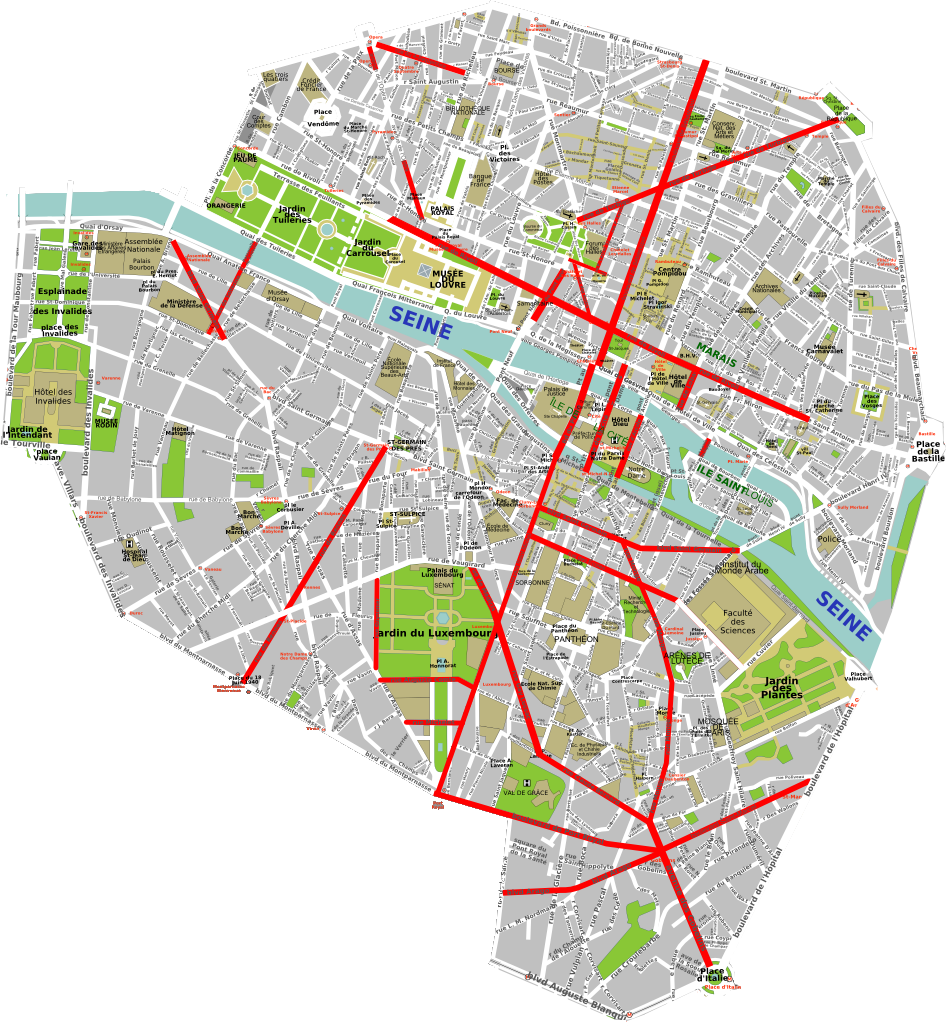
Mapa que muestra en rojo las calles trazadas por Haussmann entre 1850 y 1870.

En España se respetó por lo general el centro histórico, desarrollándose el urbanismo decimonónico en nuevos barrios o ensanches: Madrid (Carlos María de Castro, a partir de 1860), Barcelona (Ildefonso Cerdá, proyecto aprobado en el mismo año), San Sebastián (desde 1864) o Bilbao (desde 1876). La ciudad lineal de Arturo Soria es más original respecto al modelo de Haussmann.

## Características de la vivienda Haussmann
Además de las reformas en escala urbana se impulsó una regulación y habitual mantenimiento sobre las fachadas de los edificios, tratando a la manzana como un conjunto y logrando una imagen homogénea. Anteriormente los edificios parisinos eran mayormente angostos y con una altura máxima limitada de aproximadamente 20 metros. Ante el crecimiento demográfico y el ensanchamiento de las calles se comienzan a plantear edificaciones proporcionales a los cambios. Una de las primeras fue la Rue de Rivoli que posteriormente se utilizó como modelo para el resto de los boulevard.
Si bien los interiores de los edificios dependían del propietario, en el exterior compartir las mismas cualidades, con fachadas organizadas a partir de ejes horizontales marcados por los niveles, alineando balcones y cornisas, además del uso de la piedra color crema, piedra caliza luteciana local.
En la planta baja se ubican tiendas y oficinas, en conjunto con el mezzanine. El segundo piso era de uso residencial, siendo el más deseado antes del uso del ascensor. El tercer y cuarto piso se ornamentaba menos y podía no tener balcones, mientras que en el quinto piso se conformaba un único balcón continuo sin decoraciones. Los edificios remataban con un techo abuhardillado y ventanas, siendo este último piso originalmente destinado a residentes de menor ingreso.

## Crítica

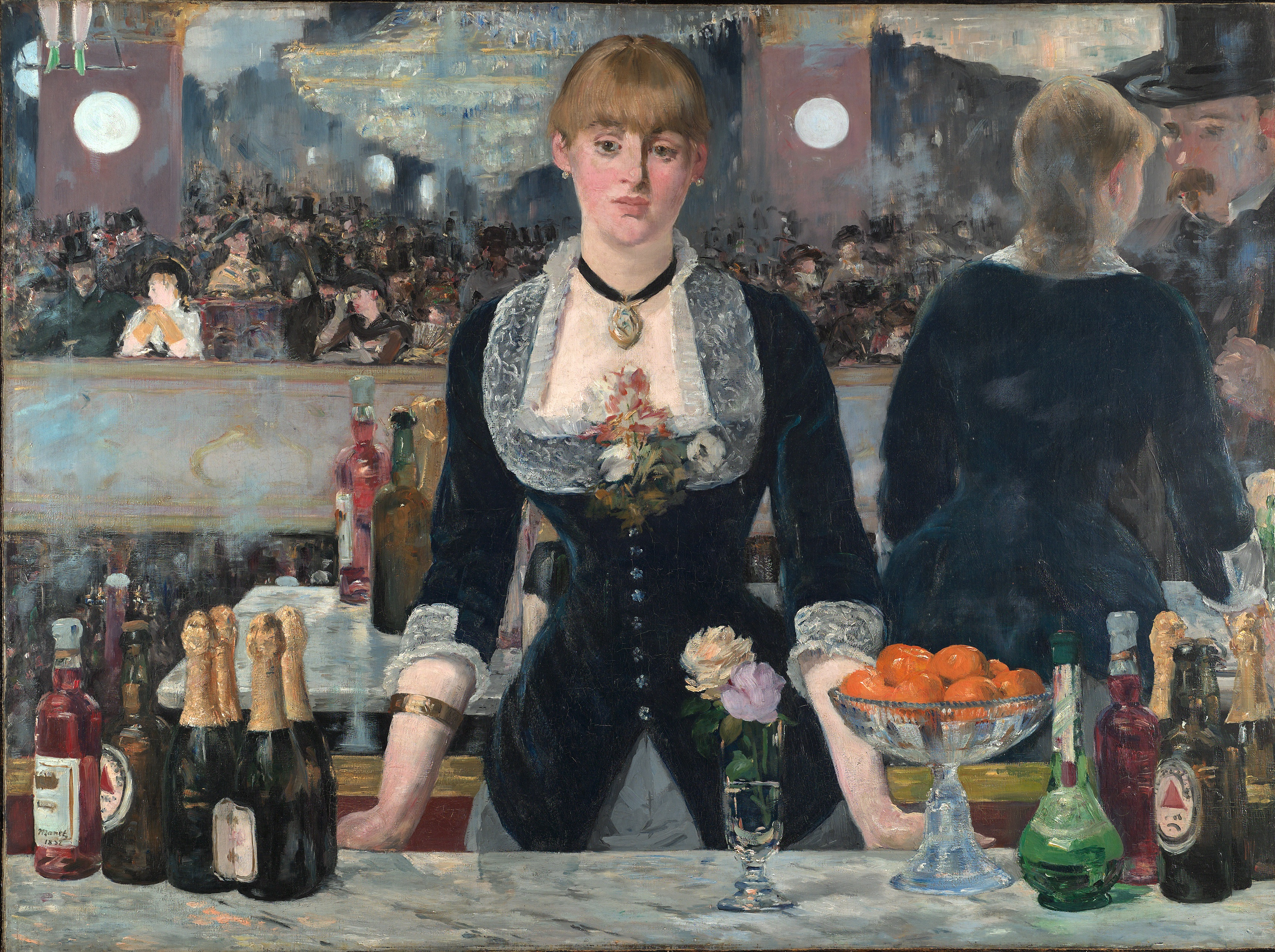
Un bar en el Folies-Bergère, de Édouard Manet, 1882, óleo sobre lienzo, Instituto de Arte Courtauld, Londres.

Debido a la haussmannización, esto es, la destrucción creativa de algo para la mejora de la sociedad, los años 1860 fueron una época de intensa revuelta en París. Muchos parisinos se preocuparon por la destrucción de sus «antiguas raíces». El historiador Robert Herbert sostiene que «el movimiento impresionista mostraba esta pérdida de conexión en pinturas como Un bar en el Folies-Bergère de Manet». La modelo de la pintura está hablando con un hombre, que se ve en el espejo detrás de ella, pero parece no ocupada. Según Herbert, esto es un síntoma de vivir en París en aquella época: los ciudadanos se sentían separados entre sí, aislados de otras personas. «La continua destrucción del París físico llevó asimismo a la destrucción del París social».
Haussmann fue criticado también por el gran coste de su proyecto. Napoleón III despidió a Haussmann el 5 de enero de 1870 para mejorar su propia popularidad en declive. Haussmann fue igualmente un objetivo favorito de la crítica situacionista; además de señalar los objetivos de represión que se lograban a través del urbanismo de Haussmann, Guy Debord y sus amigos (quienes consideraban el urbanismo una «ciencia de estado» o una ciencia inherentemente «capitalista») también subrayaron que él separó muy bien las zonas de ocio de las de trabajo, anunciando de esta manera el funcionalismo moderno, como queda ilustrada en la precisa tripartición de Le Corbusier: una zona para la circulación, otra para alojamiento y la última para el trabajo.
Los cambios llevados a cabo por el Barón Haussmann en las calles de París se documentaron en la película Paris: Living Space, con Edmund N. Bacon y basada en secciones de su libro Design of Cities (1967).

## Familia
El 17 de octubre de 1838 Haussmann contrajo matrimonio en Burdeos, en el Departamento de Gironda, con Octavie de Laharpe (1807-1890), quien era de familia protestante como él. Octavie era hija de Alphonse-Daniel de Laharpe (1779-1861), hijo de Jean-Henri de Laharpe y de Louise Crinsoz, y de Marie-Fanny Texier (1774-1862).
Fruto de su matrimonio nacieron dos hijas:
- Marie-Henriette Haussmann (1840-1890), que se casó en 1860 con el banquero Camille Dollfus (1826-1906), hijo de Mathieu Dollfus, Oficial de la Legión de Honor (1799-1887) y de Salomé Koechlin (1803-1880); con descendencia:
  - Salomé Dollfus (1860-1896)
  - Thérèse Dollfus (1862-1946)
  - Daniel Eugène Dollfus (1865-1943)
  - Marthe Dollfus (1871-1875), fallecida en la infancia.

- Valentine Haussmann (1843-1901), que se casó el 14 de marzo de 1865 con Maurice Pernety, Vizconde Pernety (1844-1920), hijo de Didier Pernety y de Cécile de La Tour Saint-Ygest, con quien tuvo un hijo. Valentine y el vizconde Pernety se divorciaron en París el 21 de junio de 1883. Luego, el 25 de febrero de 1891, Valentine contrajo segundas nupcias con Georges Renouard (1843-1897), hijo de Jules Renouard. También fue amante del emperador Napoleón III, con quien tuvo tres hijos.
  - Didier Dandy Pernety-Haussmann, Barón Pernety-Haussmann (1867-1909), quién se casó en 1903 con Jeanne Compan (1865-1946); con descendencia.
  - Jules Adrien Hadot (1865-1939), casado con Anne Claveau;
  - Napoléon Hadot, casado con Henriette Dupont de l'Eure;
  - Jeanne Hadot, esposa de Ange Luiggi, Marqués de Luiggi-Giafferi.

También tuvo otra hija, Eugénie (nacida en 1859), de su relación con la actriz Francine Cellier (1839-1891), cuya descendencia incluye al barón Marcel Bich.

## Ancestros
|  |                                            |  |  |  |  |  |  |  |  |  |  |  |  |  |  |  |
|  | 8. Christian Haussmann                     |  |  |  |  |  |  |  |  |  |  |  |  |  |  |  |
|  |                                            |  |  |  |  |  |  |  |  |  |  |  |  |  |  |  |
|  |                                            |  |  |  |  |  |  |  |  |  |  |  |  |  |  |  |
|  | 4. Nicolas Haussmann                       |  |  |  |  |  |  |  |  |  |  |  |  |  |  |  |
|  |                                            |  |  |  |  |  |  |  |  |  |  |  |  |  |  |  |
|  |                                            |  |  |  |  |  |  |  |  |  |  |  |  |  |  |  |
|  | 9. Barbe Buob                              |  |  |  |  |  |  |  |  |  |  |  |  |  |  |  |
|  |                                            |  |  |  |  |  |  |  |  |  |  |  |  |  |  |  |
|  |                                            |  |  |  |  |  |  |  |  |  |  |  |  |  |  |  |
|  | 2. Nicolas Valentin Haussmann              |  |  |  |  |  |  |  |  |  |  |  |  |  |  |  |
|  |                                            |  |  |  |  |  |  |  |  |  |  |  |  |  |  |  |
|  |                                            |  |  |  |  |  |  |  |  |  |  |  |  |  |  |  |
|  | 10. Nicolas-Félix Thiénot                  |  |  |  |  |  |  |  |  |  |  |  |  |  |  |  |
|  |                                            |  |  |  |  |  |  |  |  |  |  |  |  |  |  |  |
|  |                                            |  |  |  |  |  |  |  |  |  |  |  |  |  |  |  |
|  | 5. Catherine Thérèse Thiénot               |  |  |  |  |  |  |  |  |  |  |  |  |  |  |  |
|  |                                            |  |  |  |  |  |  |  |  |  |  |  |  |  |  |  |
|  |                                            |  |  |  |  |  |  |  |  |  |  |  |  |  |  |  |
|  | 11. Anne-Catherine Prunier                 |  |  |  |  |  |  |  |  |  |  |  |  |  |  |  |
|  |                                            |  |  |  |  |  |  |  |  |  |  |  |  |  |  |  |
|  |                                            |  |  |  |  |  |  |  |  |  |  |  |  |  |  |  |
|  | 1. Georges-Eugène Haussmann                |  |  |  |  |  |  |  |  |  |  |  |  |  |  |  |
|  |                                            |  |  |  |  |  |  |  |  |  |  |  |  |  |  |  |
|  |                                            |  |  |  |  |  |  |  |  |  |  |  |  |  |  |  |
|  | 12. Jean Philippe Dentzel                  |  |  |  |  |  |  |  |  |  |  |  |  |  |  |  |
|  |                                            |  |  |  |  |  |  |  |  |  |  |  |  |  |  |  |
|  |                                            |  |  |  |  |  |  |  |  |  |  |  |  |  |  |  |
|  | 6. Georges Frédéric Dentzel, Barón Dentzel |  |  |  |  |  |  |  |  |  |  |  |  |  |  |  |
|  |                                            |  |  |  |  |  |  |  |  |  |  |  |  |  |  |  |
|  |                                            |  |  |  |  |  |  |  |  |  |  |  |  |  |  |  |
|  | 13. Catherine-Dorothée Workert             |  |  |  |  |  |  |  |  |  |  |  |  |  |  |  |
|  |                                            |  |  |  |  |  |  |  |  |  |  |  |  |  |  |  |
|  |                                            |  |  |  |  |  |  |  |  |  |  |  |  |  |  |  |
|  | 3. Eve Marie Henriette Caroline Dentzel    |  |  |  |  |  |  |  |  |  |  |  |  |  |  |  |
|  |                                            |  |  |  |  |  |  |  |  |  |  |  |  |  |  |  |
|  |                                            |  |  |  |  |  |  |  |  |  |  |  |  |  |  |  |
|  | 7. Sibylle-Louise Wolff                    |  |  |  |  |  |  |  |  |  |  |  |  |  |  |  |
|  |                                            |  |  |  |  |  |  |  |  |  |  |  |  |  |  |  |
|  |                                            |  |  |  |  |  |  |  |  |  |  |  |  |  |  |  |